# プレミアMelodiX!
プレミアMelodiX!（プレミアメロディックス、英字表記: MelodiX! Premium）は、テレビ東京（テレ東、関東ローカル）で毎週火曜 2:50 - 3:20（月曜深夜）に放送中の音楽番組である。
ここでは前身番組である『MelodiX!』および『月刊MelodiX!』（げっかんメロディックス）についても述べる。

## 概要・歴史
- 2001年4月4日（3日深夜）に『MUSIX!』の姉妹番組『MelodiX!』としてスタート。当初は毎週深夜に放送していたが『MUSIX!』が火曜日に移動したことにともない（その後2003年3月に終了）、2002年10月から月1回原則土曜深夜の放送となった。
- なお、2008年4月に「スポパラ」枠で、『ありえへん∞世界』放送開始までのつなぎ番組として『号外Melodix!』が放送された。

### 『プレミアMelodix!』としてリニューアル
- 2012年12月23日（22日深夜）を以って『月刊MelodiX!』としての放送を終了し、2013年1月8日から火曜（月曜深夜）2時50分からの放送枠に移動した上で『プレミアMelodix!』としてリニューアル。それに従い実に10年3ヶ月ぶりに毎週放送に切り替えられた。時間変更後も南海キャンディーズは続投する。

### MelodiX!スペシャル
- 2018年12月27日23時20分～28日1時25分に初のスペシャルが『MelodiX!スペシャル2018』として放送された。MCは南海キャンディーズと後藤真希。
- 2019年12月28日23時25分～29日0時55分に『大正製薬Presents MelodiX!スペシャル2019』として放送された。MCは南海キャンディーズ、番組アシスタントにテレビ東京アナウンサー（当時）の森香澄[1]。
- 2020年12月30日23時30分～31日1時00分に『大正製薬Presents MelodiX!スペシャル2020』として放送。MCは南海キャンディーズ。
- 2021年12月31日0時35分～2時00分に『MelodiX!スペシャル2021』として放送。MCは南海キャンディーズ。
- 2025年1月2日23時55分～3日1時25分に『大正製薬presents プレミアMelodiX!スペシャル2025』として放送。MCは山里亮太（南海キャンディーズ）[注 1][2]。

## 出演者

### MC
2006年4月 -
- 南海キャンディーズ（山里亮太・山崎静代）[注 2]

#### 過去
2001年4月3日 – 2002年3月27日
- 佐藤江梨子

2002年4月5日 - 2002年9月27日（ここまで毎週火曜『MelodiX!』）
- 椎名法子（shiina）

2002年10月 - 2004年3月
- 椎名法子（shiina）

2004年4月 - 2006年3月
- 北陽

2018年12月27日（『MelodiX!スペシャル』）
- 後藤真希

### MelodiX!スペシャルでのゲスト
2018年12月27日
- 青山テルマ、井上苑子、SKE48、CHEMISTRY、倖田來未、ZIGGY、SUPER BEAVER、SEX MACHINEGUNS、Da-iCE、DA PUMP、TRF、西野カナ、乃木坂46、広瀬香美、フラワーカンパニーズ、福山雅治、モーニング娘。'18、山崎まさよし、朝日奈央

2019年12月28日
- m-flo、加藤ミリヤ、感覚ピエロ、氣志團、倉木麻衣、Creepy Nuts、欅坂46、倖田來未、ゴスペラーズ、SCANDAL、青春高校3年C組アイドル部、中元みずき、乃木坂46、BiSH、日向坂46、平原綾香、PENICILLIN、森山直太朗、WANDS
- ロケVTR出演…May J.

2020年12月30日
- 大黒摩季、岡崎体育、神はサイコロを振らない、Creepy Nuts、CHEMISTRY、ゴールデンボンバー、櫻坂46、THE BACK HORN、ジェニーハイ、SUPER BEAVER、日向坂46、BLUE ENCOUNT、フレデリック、マカロニえんぴつ、ももいろクローバーZ、矢井田瞳、山本彩、Reol

2021年12月31日未明（30日深夜）
- あたらよ、EMPiRE、大塚愛、Girls²、川崎鷹也、崎山蒼志、THE RAMPAGE from EXILE TRIBE、心之助、SCANDAL、鈴木愛理、鈴木鈴木、Da-iCE、HiHi Jets（ジャニーズJr. (当時) ）、日向坂46、BE:FIRST、BLUE ENCOUNT、宮野真守

2025年1月2日
- IMP.、アンダーグラフ、尾崎裕哉、CUTIE STREET、ゴールデンボンバー、コレサワ、サスケ、スチャダラパー、超ときめき♡宣伝部、日向坂46 四期生、BEYOOOOONDS、FANTASTICS from EXILE TRIBE、BLUE ENCOUNT、PES、MAX、ゆうちゃみ

## ネット局
※2019年7月現在
| 放送地域   | 放送局     | 系列           | 放送曜日・時間               | 放送期間       | 遅れ日数 |
| ---------- | ---------- | -------------- | ---------------------------- | -------------- | -------- |
| 関東広域圏 | テレビ東京 | テレビ東京系列 | 火曜 2:20 - 2:50（月曜深夜） | 2013年1月7日 - | 制作局   |

### 過去のネット局
- TVQ九州放送
2016年12月25日 放送終了
- テレビ北海道
2018年7月2日 放送終了

## スタッフ
- ナレーター：服部潤
- 構成：小高弘嗣、佐藤しっかり
- TD/SW：木塚裕紀（以前はカメラ、一時離脱►復帰）
- カメラ：小島正也（一時離脱►復帰）
- 映像：戸田えりん
- 音声：永久保仁志（以前は音声►TD）
- 照明：曽我秀樹（一時離脱►復帰）
- アートプロデューサー：薬王寺哲朗
- デザイン：本橋智子
- 大道具：工藤義昭
- アクリル装飾：是安弘樹
- メイク：山田かつら
- 楽器：石井ゆか（サンフォニックス）
- ビジュアルコンセプト：ニイルセン（途中から）
- CG：山口剛史（ALEX）
- 編集：望月和哉（スタイルゼロ）
- MA：髙橋知世（テクノマックスビデオセンター）
- 音効：吉田塁
- TK：伊藤美紀
- 技術協力：テクノマックス、テレビ東京アート、サンフォニックス
- AP：吉田早霧
- AD：渡邉光稀
- ディレクター/AD：石川千紗希、笠原清香、畦元海帆、小柿将喜【週替わり、回によって異なる】
- ディレクター：村田知佳、皆呂充俊（皆呂→以前はAD）、岡崎遼、能登谷和旺、宮中彩花【週替わり】
- プロデューサー：小野裕之（小野→以前はディレクター）、宇賀神敬行（宇賀神→以前はディレクター►総合演出►演出 (プロデューサー兼務) ）、野中優（野中→以前はデスク►AP）、日下裕香子（日下→以前はAP）
- 演出：南岡広紀（以前はディレクター）
- チーフプロデューサー：星俊一（以前はプロデューサー）
- 制作協力：テレ東ミュージック
- 製作・著作：テレビ東京

### 過去のスタッフ
- ナレーター：山崎岳彦、長部稀（テレビ東京アナウンサー）
- 構成：野中浩之、ムラタヒデカツ、岡田浩
- 技術►TD：前進、見辺信一、近藤剛史（近藤→以前はカメラ）
- SW：田中圭介（田中(圭)→以前はTD）、丸山真平
- TD/SW：髙(高)村和隆（以前はカメラ►SW）
- TD/SW/カメラ：吉田健吾（以前はカメラ►SW）
- カメラ：橋本尚志、野瀬一成、丸山真平、田中圭介、西村光平、藤本茂樹、髙橋瑠平、片柳悠（片柳→TDの回あり）
- 映像：大崎雅典、前田博司、三浦宏一、佐久間元貴、入江俊之、水野暁夫（水野→以前は照明）、宮澤真子（宮澤→以前はカメラ）、田尾温子、小出一貴
- 音声：窪田佳光、臼本泰一、本田宏文、星川真視、湯面由香里、久保田優
- 照明：石田照夫、小林瑞雪、大野祐子、山崎康紀、和気義幸、新谷初、塚生崇、藤谷直之、小堀雄大、新井香澄
- バリライト：安達浩也
- ロケ技術：宮川景康・長田洋平（共にBRISK）、元木宏（当時：八峯テレビ）、成岡正之・林将史（共にZORA）
- 美術►美術制作：宇都木民雄、小越敏彦（小越→以前は美術進行）
- デザイン：宇野純一、小堺健司、金森明日香、小野清菜、小谷恵、三重野基
- 大道具：岡澤晋
- 小道具：山下正美
- 電飾：高橋修
- アクリル装飾：八島貴広
- CG：ケネックジャパン、ODDJOB INC
- 楽器：瀬戸尚子、伊阪健在
- 編集：大越克彦、菅野雄介、小川洋行、富田一弘（テクノマックスビデオセンター）、吉村政孝
- MA：村上伸一、大矢研二
- 音効：中田路子（OPUS-1）、村松聡（佳夢音）
- TK：島田真見（ジャム・オフィス）、関井麻衣、中嶋梨沙、柴田あゆみ、丸山和子
- 技術協力：照明技術、TAMCO、PRC、TACT
- 制作進行：田中貴志
- CAD：姫野慈子（姫野→以前はディレクター）、菅野力
- 演出補►AD：福地康洋、宮下昇也、菅野力、村松考太朗、池田美耶子、牧佑馬、丸山恵（丸山→ディレクターだった時期あり）、日比絢菜、𠮷川肇、城谷美里、蒲谷沙彩、小柳舞花、木村直美、麓いずみ、佐々木優香、大月真、星野里緒、岩田直樹、中川凌
- ディレクター：森田昇、株木亘、清水俊雄、真船佳奈、杠政寛、國感将基、長田剛、中津川健次郎、古東風太郎、三好直（テレビ大阪）、古郡英樹、国玉靖仁、田村海、堂田啓祐、祖父江里奈、植田郁子、原祐二、丸上瞬、齋藤恵介、渡邊麗、穂苅雄太、渡邉陸、持山勇太、前田夢有、長瀬雅和、西﨑和希、佐々木明夫、千田洸陽、近藤康行、内野紗月、加納武司、赤木智彦、林毅、鈴木麻央、髙野秀彦、加藤駿和（真船・植田・内野・髙野→以前はAD、赤木・加藤→ADの回あり）
- 演出：生川薫、柴幸伸（柴→以前はディレクター）
- 総合演出：朝比奈諒（以前はディレクター）
- プロデューサー：川原眞、関光晴、北島英光、宮川幸二、植木栄次、長沼将樹、福本俊二（福本→以前はディレクター►総合演出）、佐々木洋
- 協力：アドケイプロモーション

## 備考
2011年6月12日、番組の収録中にぴゅあふるの綾川小麦がスタジオの端にある溝に転落し、骨折で全治1か月のけがを負う。また、綾川を支えようとした藤崎麻美も足を捻挫し、全治1週間と診断された。目が回った状態で、4メートル先にあるチョコレートを取りに行くという内容のゲームの最中に起きた事故で、テレビ東京は同年6月25日に予定していたこのゲームの放送を見合わせるとした。